# 清真料理
清真料理（せいしんりょうり、チンチェンりょうり、中国語簡体字：清真菜 拼音: qīngzhēncài）は、中国に居住する回族や他のムスリムの料理を指す。「清真」とは“汚れがない”という意味である。中国のムスリムは中国各地に居住しており、新疆ウイグル自治区のウイグル料理や寧夏回族自治区の回族の料理が本場とされる。それ以外の漢民族多数地区での清真料理は、それぞれの地区に溶け込み、北京風の料理もあれば広東風の料理もあるなど、多くのバリエーションが派生しているが、豚肉由来食材や一部の魚介類由来食材を使わない、酒で味の下ごしらえをしないなど、ハラールが遵守されているなどの共通点がある。

## 主な料理
中国のムスリムが口にする肉は主に牛肉、マトン（成長した羊肉）である。ラクダ肉を食べる者もいる。有名な清真料理の肉料理は烤全羊（羊の丸焼き）や烤羊肉（モンゴル式羊焼肉・日本のジンギスカンの原型とされる）、涮羊肉（羊肉のしゃぶしゃぶ）、他似蜜（羊肉の甘辛炒め）などである。新疆ウイグル自治区あたりが発祥の料理もあれば、イスラム教地域ではないモンゴルが発祥の料理の一部も清真料理となっている場合もある。これらは北京料理の重要なメニューとして定着したものも多い。
また、庶民の普段の料理や、庶民向けの軽食堂などでは羊の串焼きや羊肉の包子、清真ラーメン、清真チャーハン（牛肉麺や羊肉麺などの麺類やチャーハン）等の豚肉を一切使わない軽食などもある。麺条などの揚げ物は当然ラード以外の油を使っている。味付けはクミンやコリアンダー（香菜・パクチー）等のハーブが多用される。これらのハーブはラーメンやチャーハンにも多用され、中華料理群の中でも異彩を放っている。

## 清真料理店

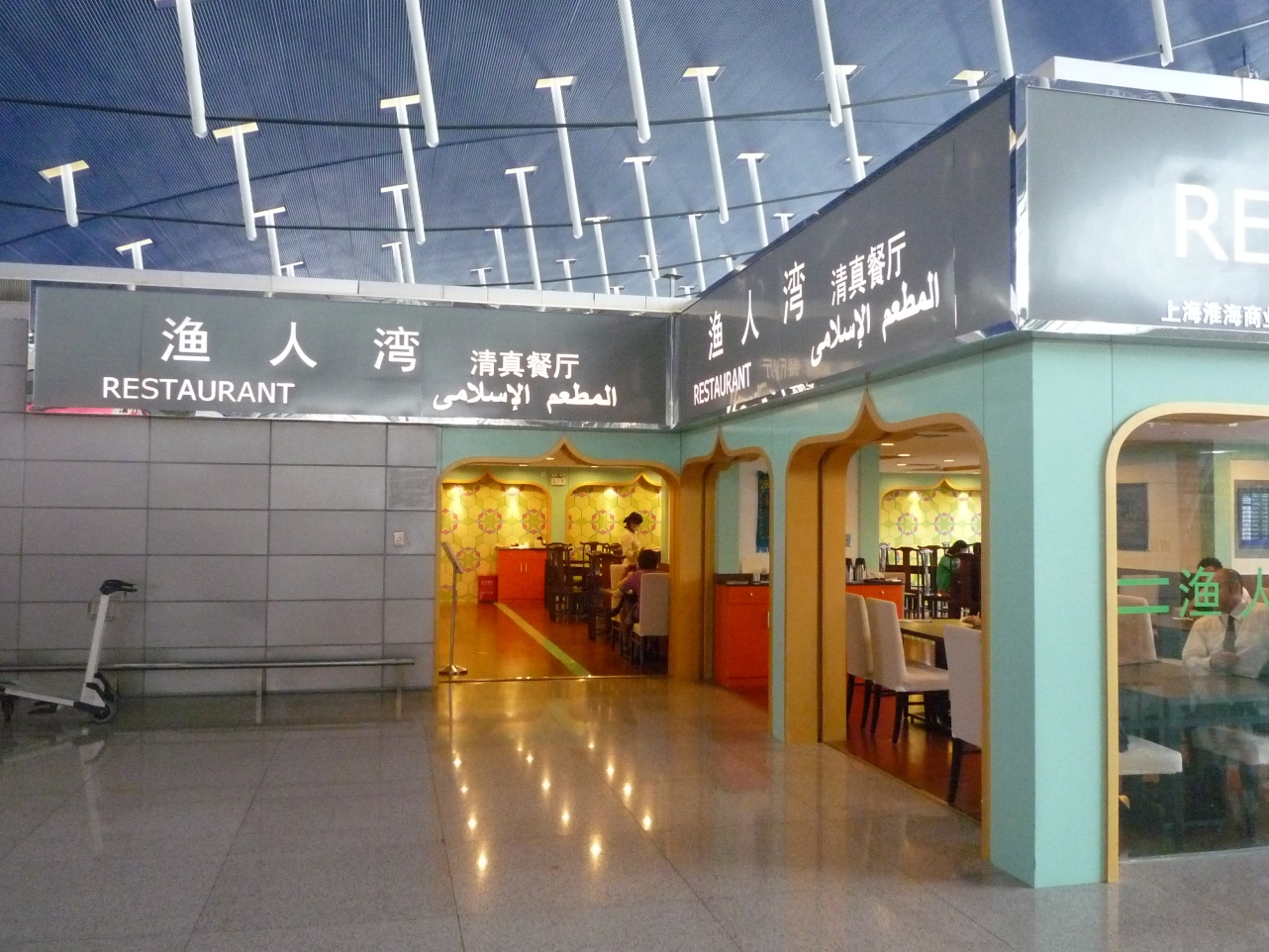
浦東国際空港のロビーにある清真料理レストラン

清真料理店は、高級店も庶民向けの軽食堂も、アラビア文字（アラビア語で書かれてある場合もあるが、ウイグル語で表記されていることも多い。）が看板などに書かれていることが多く、「清真」等の漢字表記と併せて清真料理店を探し出す目印になっている。清真料理店はムスリムの居住の多い地域（新疆や寧夏などはもちろん、漢民族など非ムスリムが主要な町の中でも、ムスリムが固まって居住している地域など）に立地することが多い。しかし、非ムスリム居住地域に立地する清真料理店も数は少ないものの存在し、その数は近年増加傾向にある。経営者は新疆や寧夏をはじめ、甘粛省や青海省などのムスリム多数地域の出身者も多い。
上海や北京などでの高級な清真料理店は、純中国風の外観を持つところが多いが、「清真」等の漢字表記のほか、金地に緑文字のアラビア文字の看板などで清真料理店と判断できることが多い。

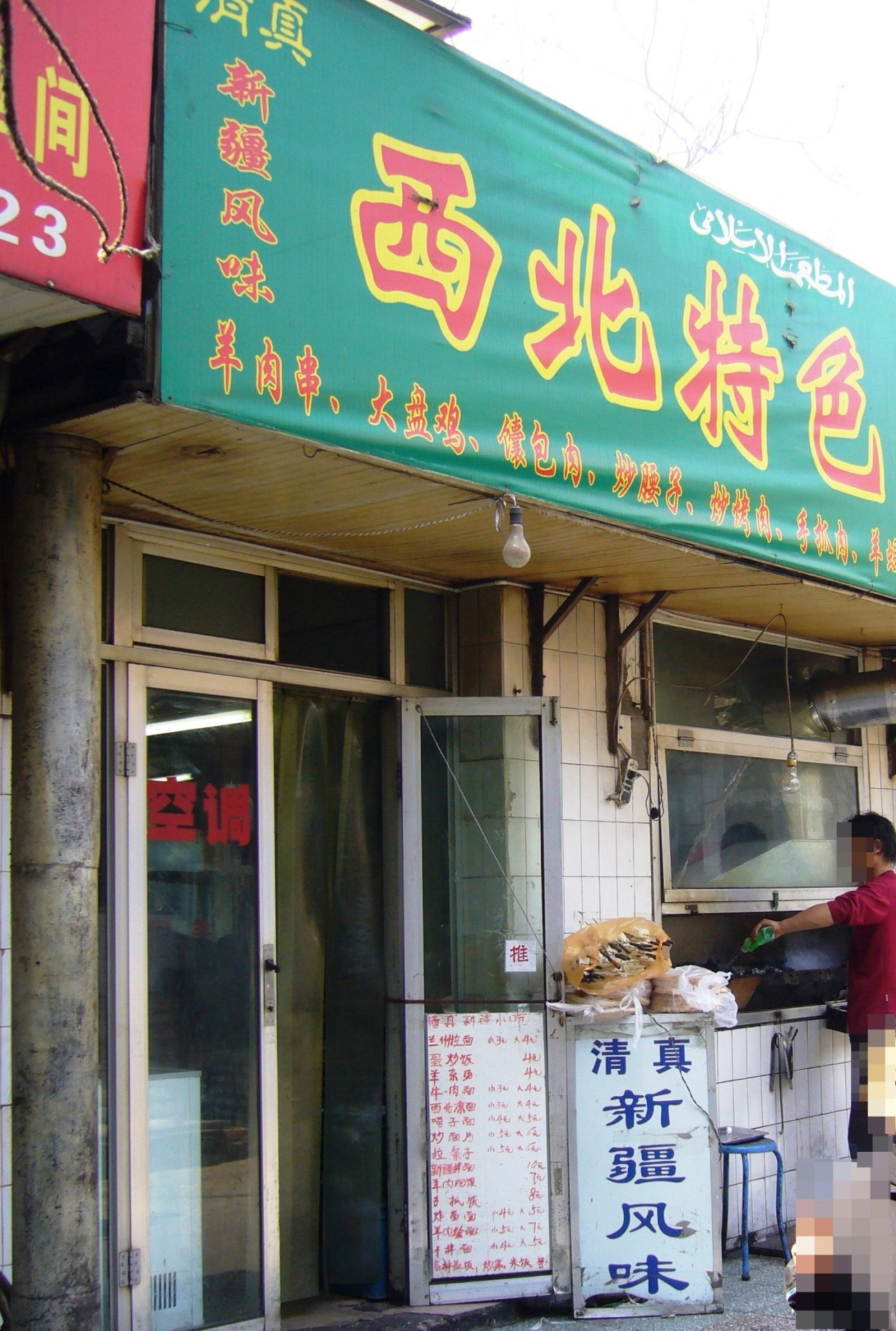
北京の清真料理の軽食堂

庶民向けの軽食堂では、煙対策を兼ねた客引き方法として、店頭で羊の串焼きを、日本の焼き鳥のように焼きあげる店舗が多い。塩と唐辛子とクミンをふり掛けて焼かれる羊肉の脂が炭に落ちる煙の香りは、日本の焼き鳥に通じるものがあり、庶民向けの清真料理店の名物でもある。
清真料理店はムスリム専用の料理店ではない。非ムスリムでも、持ち込んだ酒で飲酒をしない・外部から食べ物を持ち込まないなどの、他の飲食店でも基本的には守るべきルールを守れば、誰でも利用できる。

## 清真料理ブーム

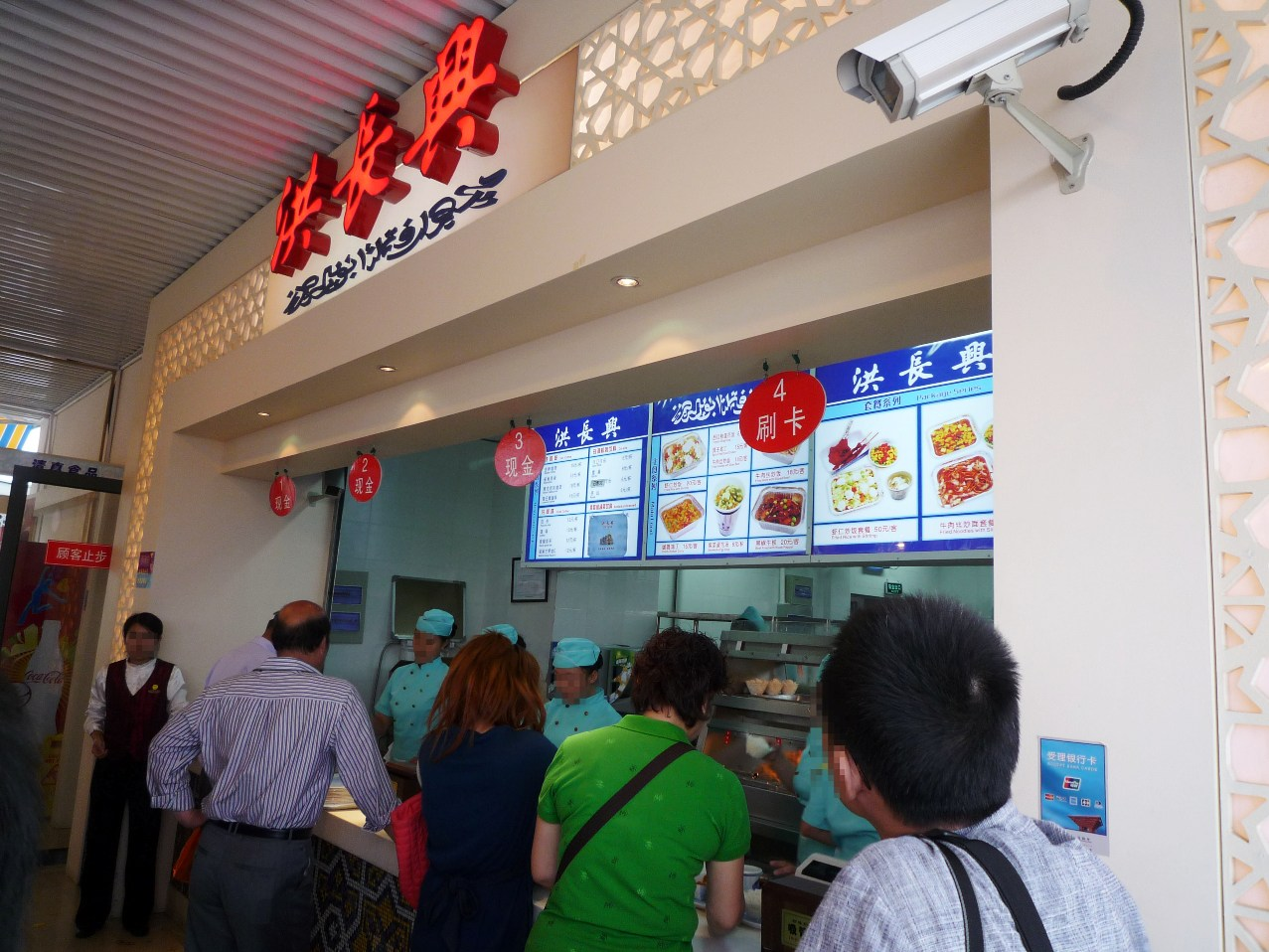
上海万博に登場した清真料理ファストフード店

近年、中国食品の安全性が問題になる中、イスラームの教えに従って生産されているムスリム食材（ハラール食材）や、それらを使った清真料理店・清真料理の安全性に注目が集まっており、羊肉のヘルシーさもあって、特に大都市部でブームになりつつある。ラムと異なり、独特のクセのあるマトンの臭い消しに、スパイスや香草を駆使する、独特の調味方法も、近年の清真料理人気のひとつの要因である。蘭州ラーメンなどは中国政府の一帯一路構想の後押しで積極的に海外にも輸出されている。

## 中国ムスリムの食事の特徴
1. 家畜を殺すとき、また食物を加工するときは必ずイスラームの教えに従わなければならない。
2. 豚肉を食べるのは禁忌である。ラードを含むような、豚を使った食品を口にすることも同様である。豚のほか、犬、肉食動物の肉、動物の血液も口にしない。
3. 豚など、ハラム（タブー食材）を調理した調理器具や、ハラムを盛り付けた食器は使用しない。
4. アルコールを微量でも含む食材は使用しない。味噌や酢、醤油など、多くの発酵食品が該当する。（ただし、保存のために加えたアルコールでなく、発酵の過程で自然生成した微量のアルコールだけならハラル認証する国が増えたことに伴い、中国でも認める店が増えている。）
（以上は中国に限らず、世界のムスリムの特徴でもある。）
5. 基本的に飲酒は禁止されている。だが上海や北京などの大都市の一部の清真料理のレストランや軽食堂では規律が厳しくなく、漢族や外国人など、非イスラム教徒がアルコールを持ち込むことを黙認していたり、酒類そのものを扱っている店も少なくない。ビールテイスト飲料などノンアルコール飲料は公認している場合もあるが、これらも微量のアルコールを含むために禁止しているところもある。一般的に、大都市であっても青海省、甘粛省などの、戒律の厳しい地域の出身者が営業している店では､酒の扱いや酒の持込を禁じている場合が多い｡
6. 海鮮、魚介類に関しては地域や個人により禁忌の如何について意見が分かれる。遼寧省や広東省のような沿海地域の清真食堂では、魚の他､エビ､カニ､タコ､イカ､ナマコ､貝などもよく置かれている。一方で内陸部の清真食堂でそのような物が置かれている事は稀である｡クルアーン食卓章96節において「海で漁撈し、また獲物を食べることは、あなたがたにも旅人にも許されている」とあるため、魚食文化のある沿岸部などの地域やそこで育った個人においては、おおよそ魚介類はハラールと解釈される｡一方、内陸部出身のムスリムには文化的理由から魚介類を嫌悪する者もいる。また、一部の内陸部のムスリムには、預言者ムハンマドが魚を食べなかったと誤解しているものもあり（実際には、ハディースを調べると食べていることが分かる）、魚食が特に禁じられていなくとも預言者の慣行を重視するとして、魚介類を食べない根拠としているものもいる。これとは対照的に、ドバイをはじめとした多くの中東沿岸地域では、ムスリムの魚食は一般的なことである。
7. 地域によっては昆虫などの小動物も食される。遼寧省では一般の食堂と同様、清真食堂にも蚕の蛹などが置かれている。広東省広州の大きな清真料理のレストランでは水生昆虫をはじめ、それこそ（ハラムにはならない範囲で）広州市の一般の食堂と変わらない多種多様な珍味が置かれている。
8. 回民を含め、基本的に世界のムスリムの食習慣において、ある食べ物についてハラムかハラールかの判定に迷うということは、シャリーアの理屈の上ではありえない。なぜならシャリーアにおいてはハラム以外は全てハラールだからである。イスラームの食文化は決して、許可されたもの以外口にしてはいけないかのような、窮屈なものではない。そのため、上述のような多様な食文化が回民および世界のムスリムの間でも行われているのである。しかしそれは理屈の上でのことで、実際にはハラールの概念はより狭められている。法学派上の解釈の違いや、一部のイスラム学者の見解によってある食べ物がハラムと解釈されることがよくある。また地域の食文化、および個人の家庭の食習慣において食べられないものがハラムであると認識されていることもよくある。一例を挙げれば、ある大連市出身の回族の青年は、蟹を食べることは禁止であると認識していた。しかし実際には大連の回民の間でも蟹はよく食べられる食品である。家庭や周囲で蟹が食べられる事がなかったため、その青年はそれを回民の間での禁止と理解していたのであろう。いずれにしても食事は楽しみながら行うのが本来のあるべき形であるから、（たとえハラールであっても）一個人との間でハラムについて議論をしたり、不快感を与える食習慣を押し付けたりすべきではない。

## バリエーション

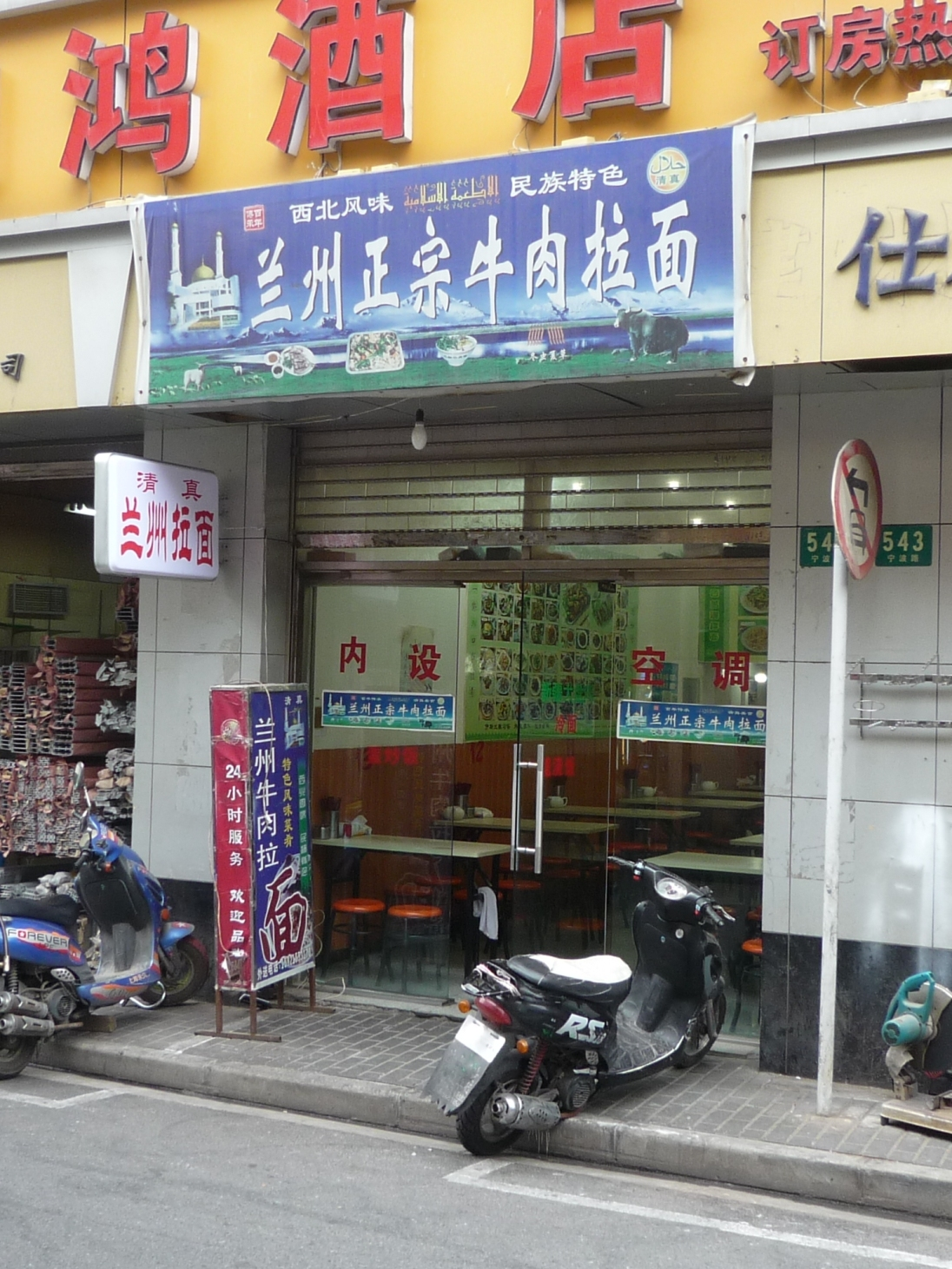
蘭州拉麺のチェーン店

清真料理は地域ごとに（特に北中国と南中国で）異なっている。例えば甘粛省や青海省一帯の回族は、小麦やトウモロコシ、ハダカムギ（大麦の一種）、ジャガイモを主食とするのに対し、寧夏地区の回族は小麦の粉で作った食事を好む。
- 蘭州牛肉面
- 羊肉串
- 羊肉泡饃（ちぎったパンを入れたスープ）
- 葱爆羊肉（羊肉とネギの炒め物）
- 緑豆餅（緑豆の粉で作った餅）
- 牛肉米粉（牛肉ビーフン）
- 饊子（小麦粉を練って揚げた菓子）